# Pardosa chapini
Pardosa chapini este o specie de păianjeni din genul Pardosa, familia Lycosidae. A fost descrisă pentru prima dată de Fox, 1935. Conform Catalogue of Life specia Pardosa chapini nu are subspecii cunoscute.